# Korsós Attila
Korsós Attila (Győr, 1971. december 25. –) válogatott labdarúgó, középpályás.

## Pályafutása

### A válogatottban
1998 és 2001 között 11 alkalommal szerepelt a válogatottban és három gólt szerzett.

## Sikerei, díjai
- Magyar bajnokság
  - bajnok: 1997–98
  - 3.: 1998–99
- Magyar kupa
  - döntős: 1998, 2001

## Statisztika

### Mérkőzései a válogatottban
| Magyarország | Magyarország        | Magyarország                 | Magyarország | Magyarország | Magyarország | Magyarország | Magyarország | Magyarország |
| #            | Dátum               | Helyszín                     | Hazai        | Eredmény     | Vendég       | Kiírás       | Gólok        | Esemény      |
| ------------ | ------------------- | ---------------------------- | ------------ | ------------ | ------------ | ------------ | ------------ | ------------ |
| 1.           | 1998. március 25.   | Bécs, Ernst Happel Stadion   | Ausztria     | 2 – 3        | Magyarország | barátságos   | -            | 85'          |
| 2.           | 1998. április 20.   | Teherán, Azadi Stadion       | Irán         | 0 – 2        | Magyarország | LG-kupa      | 1            | 16' 48'      |
| 3.           | 1998. április 22.   | Teherán, Azadi Stadion (IRN) | Macedónia    | 0 – 0        | Magyarország | LG-kupa      | -            | 84'          |
| 4.           | 1998. május 27.     | Nyíregyháza, Városi Stadion  | Magyarország | 1 – 0        | Litvánia     | barátságos   | -            | 59'          |
| 5.           | 1999. április 28.   | Budapest, Népstadion         | Magyarország | 1 – 1        | Anglia       | barátságos   | -            | 65'          |
| 6.           | 1999. augusztus 18. | Budapest, Üllői úti Stadion  | Magyarország | 1 – 1        | Moldova      | barátságos   | -            |              |
| 7.           | 2001. június 2.     | Bukarest                     | Románia      | 2 – 0        | Magyarország | vb-selejtező | -            | 46'          |
| 8.           | 2001. június 6.     | Budapest, Népstadion         | Magyarország | 4 – 1        | Grúzia       | vb-selejtező | 2            | 55' 61' 78'  |
| 9.           | 2001. augusztus 15. | Budapest, Népstadion         | Magyarország | 2 – 5        | Németország  | barátságos   | -            | 46'          |
| 10.          | 2001. szeptember 1. | Tbiliszi                     | Grúzia       | 3 – 1        | Magyarország | vb-selejtező | -            |              |
| 11.          | 2001. szeptember 5. | Budapest, Népstadion         | Magyarország | 0 – 2        | Románia      | vb-selejtező | -            | 55'          |
|              | Összesen            |                              |              | 11           | mérkőzés     |              | 3            | gól          |